# Міндаугас Кузмінскас
Міндаугас Кузмінскас (лит. Mindaugas Kuzminskas, нар. 19 жовтня 1989, Вільнюс, Литва) — литовський професійний баскетболіст, легкий форвард, останньою командою якого був «Зеніт Санкт-Петербург». Залишив команду після початку російського вторгнення в Україну. Гравець національної збірної Литви, у складі якої двічі завойовував срібло чемпіонатів Європи.

## Професійна кар'єра

### Клубна кар'єра

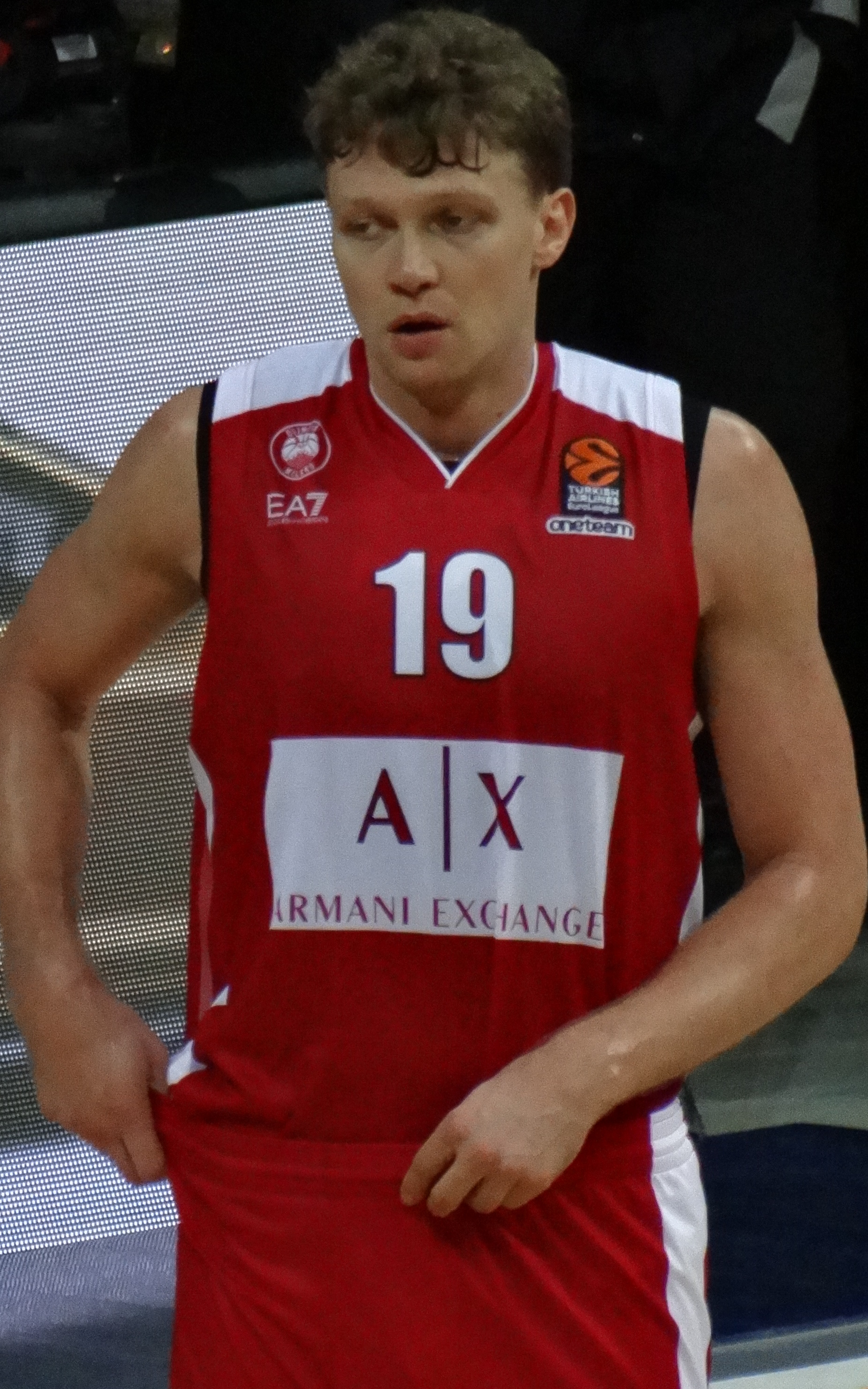
Кузмінскас у складі «Олімпії», 2018

Розпочав професійну кар'єру 2006 року на батьківщині виступами за «Сакалай», де відіграв один сезон. 2007 року перейшов до складу клубу «Перлас». Наступною командою стала «Шяуляй», де він провів два роки.
2010 року приєднався до складу «Жальгіріса», з яким за три роки став чемпіоном ББЛ, 2-разовим чемпіоном Литви та володарем Кубка Литви.
2013 року підписав контракт з іспанською «Малагою». 22 жовтня 2015 року провів найрезультативнішу гру в своїй кар'єрі в Євролізі, набравши 23 очки в матчі проти Маккабі.
9 липня 2016 року підписав контракт з командою НБА «Нью-Йорк Нікс». 25 жовтня 2016 року дебютував за американську команду, набравши 7 очок у матчі проти «Клівленда». 12 січня 2017 року в матчі проти «Чикаго Буллз» набрав 19 очок, що стало його найкращим показником в сезоні. 12 листопада 2017 року був відрахований з клубу, який звільняв місце для Жоакіма Ноа.
1 січня 2018 року повернувся до Європи та приєднався до італійської «Олімпії». Провів у команді півтора роки, за які встиг виграти чемпіонат та Суперкубок Італії.
22 липня 2019 року підписав двохрічний контракт з грецьким «Олімпіакосом». 11 листопада перейшов до складу російського «Локомотива Кубань». Виступаючи за російську команду, потрапив на матч усіх зірок місцевої ліги.
5 липня 2021 року перейшов до «Зеніта» з Санкт-Петербурга. Залишив команду після початку російського вторгнення в Україну.

### Виступи за збірну
Кузмінскас — гравець національної збірної Литви. Учасник олімпійських ігор 2016, де разом з командою зайняв 7-е місце. Срібний призер Євробаскетів 2013 і 2015 років. Брав участь також в чемпіонаті світу 2014 та 2019 року, де Литва зайняла 4 та 9 місце відповідно.

## Статистика виступів

### Євроліга
| Рік               | Команда           | GP  | GS | MPG  | FG%  | 3P%  | FT%  | RPG | APG | SPG | BPG | PPG  | PIR  |
| ----------------- | ----------------- | --- | -- | ---- | ---- | ---- | ---- | --- | --- | --- | --- | ---- | ---- |
| 2010–11           | Жальгіріс         | 8   | 1  | 6.8  | .357 | .167 | .667 | 1.0 | .1  | .3  | .0  | 1.6  | 1.3  |
| 2011–12           | Жальгіріс         | 12  | 0  | 8.4  | .555 | .143 | .706 | 1.3 | .2  | .2  | .0  | 2.8  | 2.8  |
| 2012–13           | Жальгіріс         | 23  | 5  | 14.1 | .527 | .324 | .829 | 3.1 | .3  | .5  | .2  | 7.1  | 7.7  |
| 2013–14           | Малага            | 24  | 16 | 14.2 | .472 | .314 | .633 | 2.3 | .5  | .5  | .3  | 6.3  | 5.6  |
| 2014–15           | Малага            | 24  | 20 | 21.8 | .450 | .275 | .813 | 4.5 | 1.5 | .9  | .4  | 10.0 | 12.5 |
| 2015–16           | Малага            | 23  | 20 | 21.3 | .486 | .377 | .827 | 3.4 | 1.0 | .6  | .3  | 12.0 | 11.6 |
| 2017–18           | Олімпія           | 14  | 13 | 21.6 | .474 | .432 | .795 | 2.4 | 1.4 | .5  | .6  | 10.9 | 9.6  |
| 2018–19           | Олімпія           | 30  | 1  | 17.0 | .514 | .469 | .859 | 3.3 | .7  | .5  | .3  | 8.5  | 8.8  |
| Усього за кар'єру | Усього за кар'єру | 158 | 76 | 16.5 | .475 | .359 | .800 | 3.0 | .8  | .5  | .2  | 8.1  | 8.3  |

### НБА

#### Регулярний сезон
| Сезон             | Команда           | GP | GS | MPG  | FG%  | 3P%  | FT%  | RPG | APG | SPG | BPG | PPG |
| ----------------- | ----------------- | -- | -- | ---- | ---- | ---- | ---- | --- | --- | --- | --- | --- |
| 2016–17           | Нью-Йорк Нікс     | 68 | 5  | 14.9 | .428 | .321 | .809 | 1.9 | 1.0 | .4  | .2  | 6.3 |
| 2017–18           | Нью-Йорк Нікс     | 1  | 0  | 2.0  | .000 | —    | —    | .0  | .0  | .0  | .0  | .0  |
| Усього за кар'єру | Усього за кар'єру | 69 | 5  | 14.8 | .426 | .321 | .809 | 1.8 | 1.0 | .4  | .2  | 6.2 |

## Особисте життя
Батьки Кузмінскаса були професійними спортсменами: батько Владас грав у настільний теніс, а матір Зіта була баскетболісткою. Має старшого брата Саулюса Кузмінскаса, який також грав у баскетбол на професійному рівні. 2017 року після шести років відносин, одружився з балериною Егле Андрейкайте. Через рік подружжя розлучилось.